# Bmibaby
Bmibaby（ビーエムアイ ベイビー）は、イギリスを拠点に運航していた格安航空会社 (LCC)である。2012年9月9日をもって運航終了した。bmi（ブリティッシュ・ミッドランド航空）の子会社で、マンチェスターやバーミンガムといったイングランド中部の都市からヨーロッパに路線を延ばしていた。Bmibabyは親会社であるbmiのマイレージサービス「bmi Diamond Club」に加盟していたものの、かつてbmiが加盟していたスターアライアンスのメンバーではなかったため、ルフトハンザドイツ航空やスカンジナビア航空といったスターアライアンス加盟航空会社のマイレージはBmibabyの路線では加算されなかった。

## 歴史
Bmibabyは2002年1月に設立され、同年3月にイースト・ミッドランドとマラガを結ぶ路線に就航した。2006年秋にはハブ空港の一つであるマンチェスター空港を母港とするボーイング737型機を5機から8機に増やし新たに8路線の開設を行い、2007年にはバーミンガム国際空港にボーイング737型機を集約し同社最大のハブ空港化するなどそのネットワークを拡げていった。
2007年3月、Bmibabyはビジネス客の取り込みを図るために'only choose what you need（必要なものだけを選べる）'というサービスを展開し、チケットの価格を低く抑える代わりにオンラインでのチェックインやラウンジの利用など他社の航空会社では航空チケットと「抱き合わせ」で行われているサービスをすべて追加料金を必要とするオプション化するという経営戦略を発表した。同時にbmiのマイレージサービスであるbmi Diamond Clubへの参加も発表したが、当時bmiが加盟していたスターアライアンスのbmi以外の加盟航空会社にはマイレージの提供は行わないとした。またポイントの加算もbmiのように空港でではなく、チケット予約の時点での加算がおこなわれている。
2012年3月、bmiがインターナショナル・エアラインズ・グループ (IAG)へ売却されたことに伴い、2012年6月10日に約半数の便の運航を終了し、2012年9月9日をもって残りの全便の運航を終了した。

## かつての就航都市

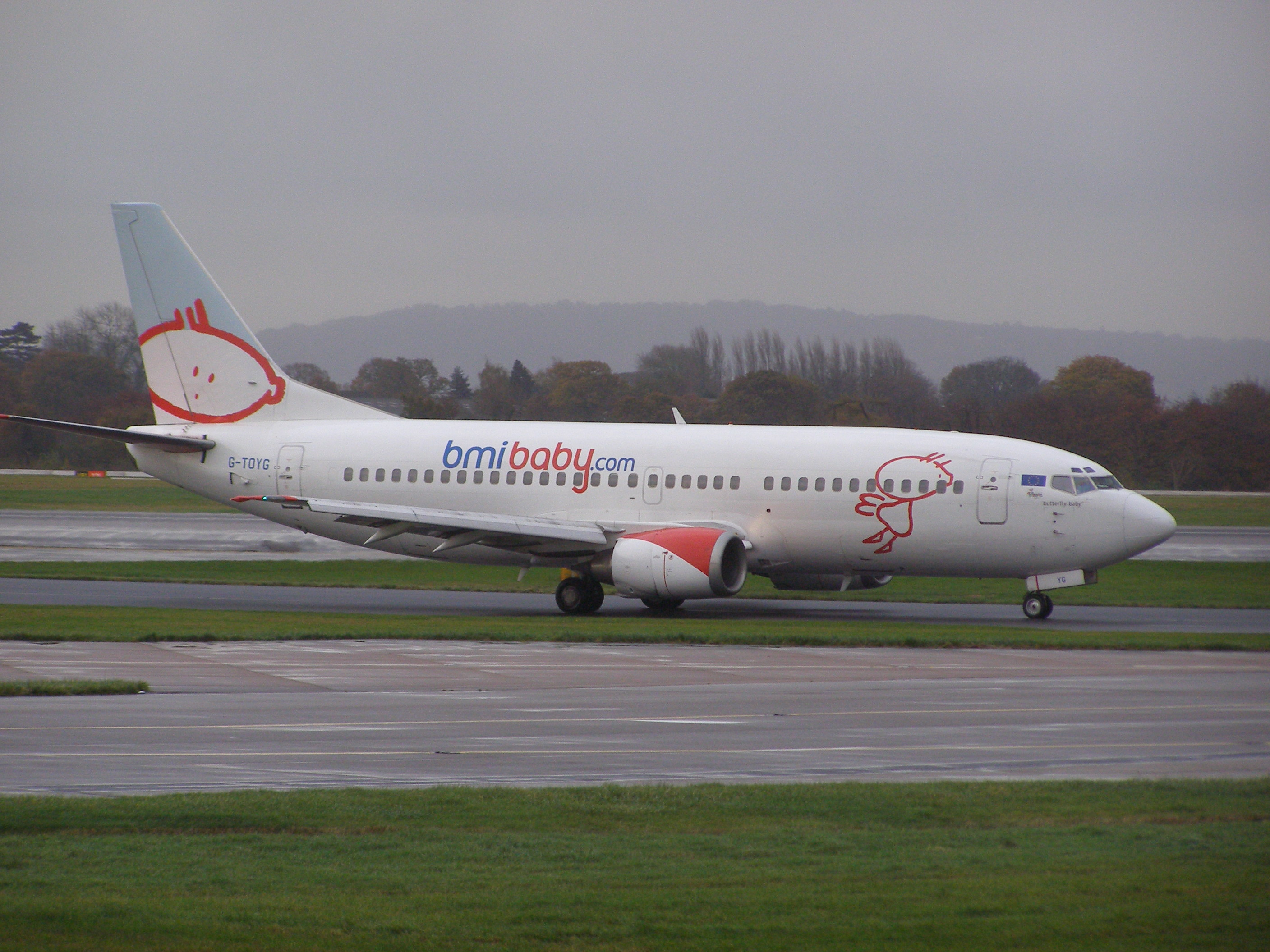
ボーイング737-300型機

### イギリス国内線
- イングランド
  - イースト・ミッドランド
  - バーミンガム
  - マンチェスター
  - ニューキー
- ウェールズ
  - カーディフ
- スコットランド
  - アバディーン
  - エディンバラ
  - グラスゴー
- 北アイルランド
  - ベルファスト
- ジャージー
  - ジャージー

### 国際線
- アイルランド
  - コーク
  - クノック
- フランス
  - パリ
  - ニース
  - マルセイユ
  - ボルドー
  - ペルピニャン
  - トゥールーズ
- イタリア
  - ローマ
  - ミラノ
- スペイン
  - マドリード
  - バルセロナ
  - マラガ
  - パルマ・デ・マヨルカ
  - アリカンテ
  - アルメリア
  - ムルシア
- ポルトガル
  - リスボン
  - ファロ
- オランダ
  - アムステルダム
- スイス
  - ジュネーヴ
- ポーランド
  - ワルシャワ
  - クラクフ
- チェコ
  - プラハ

## かつての保有機材
- ボーイング737-300型機 : 17機（148席）
- ボーイング737-500型機 : 3機（131席）